# Проскуріна Юлія Геннадіївна
Ю́лія Генна́діївна Проску́ріна — українська спортсменка, майстер спорту України міжнародного класу з кікбоксингу, тренер-викладач ІІ категорії.

## Спортивні досягнення
- чотириразова володарка Кубка світу,
- володарка Кубка Європи.